# Mildenhall (Suffolk)

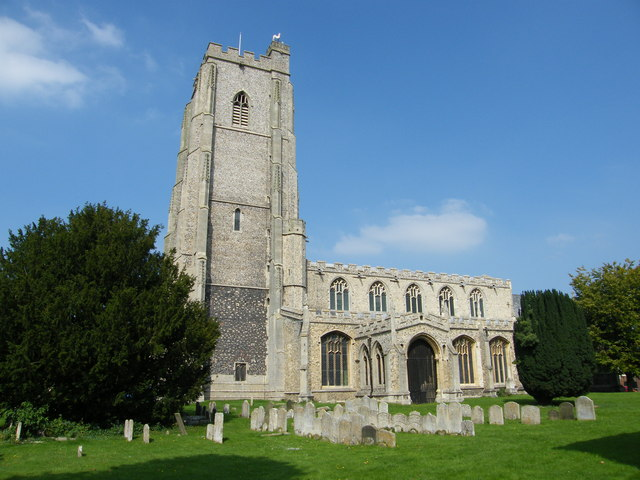
Pfarrkirche St Mary in Mildenhall

Mildenhall ist eine Gemeinde (Civil Parish) im District West Suffolk in der englischen Grafschaft Suffolk mit ca. 11.500 Einwohnern. Die namensgebende Kleinstadt Mildenhall war Verwaltungssitz des Districts Forest Heath bis zu seiner Auflösung 2019. Sie liegt nahe der Fernverkehrsstraße A11 London-Norwich am Fluss Lark. Die nächstgelegenen größeren Orte sind Lakenheath, Newmarket und Bury St Edmunds.
Besiedlungsspuren im Gebiet um Mildenhall reichen bis in das Jungpaläolithikum zurück. Im Domesday Book von 1086 werden für die Gemeinde Mildenhall 64 Familien verzeichnet. 1412 erhielt der Ort das Marktrecht. Im Zuge der Auflösung der Klöster im 16. Jahrhundert ging das Herrenhaus von den Äbten von Bury St Edmunds auf die Adelsfamilie North über.
Im Zentrum der Stadt befindet sich die Kirche St Mary aus dem 12. Jahrhundert.
Mildenhall ist heute vor allem bekannt durch den Schatz von Mildenhall (Mildenhall treasure), einen großen Silberschatz römischer Zeit, sowie die 1934 eröffnete Luftwaffenbasis RAF Mildenhall. Diese war 1934 auch Startort des MacRobertson-Luftrennens mit Ziel in Melbourne, Australien.

## Mit dem Ort verbundene Personen
- Geoffrey de Mandeville, 1. Earl of Essex (vor 1130–1144), Todesort
- Sir Thomas Hanmer, Parlamentssprecher im 18. Jahrhundert